# Йогачара
Йогачара, Віджнянавада або Дхармалакшана — течія буддизму махаяни, яка базується на засадах абсолютного ідеалізму.
Виникла в Індії приблизно у 2 столітті, а її розквіт відбувся у 4 — 5 століттях і був пов'язаний з іменами видатних буддійських братів-мислителів Асанги та Васубандху. Свою назву школа йогачара  отримала за назвою трактату «Йогачара-бхумі шастра», («Наука про ступені йогічної практики»). Послідовниками цієї школи були Ашвагхоша, Дігнага, Дхармакірті.

## Короткі відомості
Філософською основою вчення йогачари є заперечення реальності зовнішнього світу. Ця реальність — суть образи, які можна отримати навіть у процесі медитації. Всі елементи реальності — дхарми — можна звести до модусів єдиної індивідуальної «свідомості-скарбниці» (алая-віджняна). Ця індивідуальна свідомість-скарбниця є ступінь у еволюції абсолютної реальності, або «таковості» (татхата), в якій свідомість пробуджується. Тому послідовники йогачара приділяли велику увагу йогічній практиці, зосередженню на внутрішньому, що має допомогти замінити хибні погляди звичайних людей на інтуїтивне прозріння абсолютної реальності. Йогачари вважали, що дхарми з самого початку перебувають у спокої. Це давало їм підставу пояснювати Нірвану як реальність, а Сансару, де дхарми «рухаються» — як примарну не-реальність. Йогачара змінила доктрину Тхеравади.
Приблизно у 9 ст. школа розділилася на два напрямки: ага-манусарино-віджнянаваду, послідовників Асанги, та ньяя-нусаріно-віджнянаваду, послідовників Дігнаги. Перші займалися інтерпретацією класичного філософського канону Абхідхарма. Інші перенесли увагу на теорію пізнання і розробляли переважно гносеологічні та логічні проблеми.
У 7 столітті вчення йогачари прийшло до Китаю, завдяки легендарному Сюаньцзану. Тут йогачара сформувала концептуальні основи секти Фасян. В Японії ця секта з'являється під назвою Хоссо.